# Прадаиш (Бакау)
Прадаиш (рум. Prădaiș) насеље је у Румунији у округу Бакау у општини Хурујешти. Oпштина се налази на надморској висини од 143 m.

## Становништво
Према подацима из 2002. године у насељу је живело 379 становника, од којих су сви румунске националности.